# Anilios longissimus
Anilios longissimus — вид змій родини сліпунів (Typhlopidae). Мешкає в Австралії і Папуа Новій Гвінеї.

## Поширення і екологія
Anilios longissimus є ендеміками острова Барроу, розташованого в 50 км від узбережжя Пілбара у Західній Австралії. Вони живуть в карстових печерах.